# U2ROCKET
U2ROCKET（ユーツーロケット）は、TM NETWORKのツアーバックダンサー出身のパフォーマンスユニット。

## メンバー
- 小林幸弘
- 石山博士

## 活動内容
- TM NETWORKのツアーでバックダンサーとして参加後、1989年ユニット結成。
- ダンサー以外にコントなどで活動。単独ライブ、舞台への客演、TV番組などにも進出。
- ユニット名の『U2』は宇都宮隆に由来。
- 解散後石山は、元ザ・ニュースペーパーのメンバー福島雄茂、若林幸樹とCOLORSを結成し『こたえてちょーだい』などに出演。

## 出演番組
- お笑い春の祭典 世紀末GOMGショー（TBS）
- でたらめ天使（フジテレビ）
- 冗談画報2（フジテレビ、1990年5月28日）
- eZ a GO! GO!（テレビ東京、司会）
- 新しい波（フジテレビ、1992年10月9日）
- GAHAHAキング 爆笑王決定戦（テレビ朝日、2週勝ち抜き）
- U2ROCKETのWEEKEND KISS（文化放送）